# Raúl Tarragona
Raúl Andrés Tarragona Lemos (Montevideo, 6 marzo 1987) è un calciatore uruguaiano, attaccante del Central Español.

## Carriera
Ha giocato nella prima divisione dei campionati uruguaiano, libanese e costaricano.